# Крокер (остров)
Крокер (англ. Croker Island) — остров в Арафурском море недалеко от побережья Северной территории Австралии.

## География
Крокер представляет собой небольшой остров, расположенный недалеко от полуострова Коберг. К востоку от него находится небольшая группа островов (включая остров Грант) преимущественно кораллового и песчаного происхождения, к югу и юго-востоку — залив Маунтноррис, с севера, и востока омывается водами Арафурского моря. Расстояние до континентальной части Австралии составляет всего 3 км, до города Дарвин, столицы Северной территории, — около 260 км. Площадь острова — 331,5 км². Длина береговой линии — 127,4 км. Длина Крокера составляет около 50 км, ширина — 6 км.
Остров покрыт преимущественно эвкалиптовыми лесами, хотя также встречаются прибрежные дюны, сезонные поймы, прибрежные низины. На Крокере гнездится большое количество морских птиц.
Летом на острове регистрируются высокие температуры — около 32 °C. Зимой температура варьируется с 20 до 30 °C.

## История
Остров получил современное название в 1818 году и назван так британским капитаном Филипом Паркером Кингом в честь Джона Уилсона Крокера (1780—1857), который был главным секретарём британского адмиралтейства с 1810 по 1830 год.

## Население
Единственное крупное поселение острова — небольшой городок Минджиланг, расположенный на восточном побережье Крокера. В 2006 году в нём проживал 271 человек (в основном австралийские аборигены из племени ярмирр). Из них подавляющее большинство (245 человек) были представителями коренных народов Австралии. Основной язык общения — ивайдя (32,8 % жителей общались на нём). На английском языке дома общались только 12,9 % островитян. Основная религия — христианство. Кроме того, имеется ещё девять небольших поселений. Действует аэродром.